# Narian-Mar
Narian-Mar (en russe : Нарьян-Мар ; en nénètse : Няръянa мар, littéralement « Ville rouge ») est le centre administratif du district autonome de Nénétsie, dans l'oblast d'Arkhangelsk, en Russie. Sa population s'élevait à 24 827 habitants en 2019.

## Géographie
Narian-Mar est un port de mer et un port fluvial, sur la rive droite de la Petchora, à 110 km de la mer de Barents. Narian-Mar se trouve au nord du cercle polaire Arctique, au sud d'Andeg et à l'est d'Oksino. Elle est située à 660 km au nord-est d'Arkhangelsk et à 1 545 km au nord de Moscou.

## Histoire
La fondation de Narian-Mar date de la création d'une scierie, en 1929. Le 10 octobre 1931, le village devint la commune urbaine de Narian-Mar, nom signifiant « ville rouge » dans la langue nénètse des forêts. Narian-Mar accéda au statut de ville en 1935.
Plusieurs usines y furent construites et son économie repose aujourd'hui sur un important combinat de traitement du poisson.

## Population
Recensements (*) ou estimations de la population
| 1939*  | 1959*  | 1970*  | 1979*  | 1989*  |
| ------ | ------ | ------ | ------ | ------ |
| 13 700 | 13 222 | 16 864 | 23 435 | 20 182 |

| 2002*  | 2010*  | 2012   | 2013   | 2014   |
| ------ | ------ | ------ | ------ | ------ |
| 18 611 | 21 658 | 22 375 | 22 912 | 23 390 |

| 2015   | 2016   | 2017   | 2018   | 2019   |
| ------ | ------ | ------ | ------ | ------ |
| 23 939 | 24 535 | 25 654 | 24 775 | 24 827 |

## Climat
Le climat de Narian-Mar est subarctique avec des hivers froids et des étés assez frais. La neige recouvre le sol en moyenne 219 jours par an de début octobre à la fin mai. La hauteur de neige atteint en moyenne 51 cm en mars. Les précipitations sont plus abondantes en été qu'en hiver. 
- Température record la plus froide : −47,6 °C (déc 1978)
- Température record la plus chaude : 33,9 °C (jul 1990)
- Nombre moyen de jours avec présence de neige dans l'année : 186
- Nombre moyen de jours de pluie dans l'année : 115
- Nombre moyen de jours avec de l'orage dans l'année : 7
- Nombre moyen de jours avec tempête de neige dans l'année : 33

| Mois                                  | jan.       | fév.       | mars       | avril      | mai        | juin      | jui.      | août      | sep.      | oct.       | nov.       | déc.       | année      |
| ------------------------------------- | ---------- | ---------- | ---------- | ---------- | ---------- | --------- | --------- | --------- | --------- | ---------- | ---------- | ---------- | ---------- |
| Température minimale moyenne (°C)     | −21,1      | −20,4      | −15,1      | −9,1       | −1,9       | 5,3       | 9,4       | 7,6       | 3,6       | −2,9       | −12,1      | −16,4      | −6,1       |
| Température moyenne (°C)              | −16,8      | −16        | −10,7      | −5         | 1,6        | 9,2       | 13,8      | 10,8      | 6,5       | −0,5       | −8,7       | −12,5      | −2,4       |
| Température maximale moyenne (°C)     | −12,9      | −12,1      | −6,5       | −0,8       | 5,8        | 14,2      | 18,9      | 15        | 9,8       | 1,8        | −5,7       | −9         | 1,5        |
| Record de froid (°C) date du record   | −47,4 1999 | −46,5 1991 | −45,4 1964 | −36,3 1987 | −23,7 1964 | −7,2 1930 | −0,3 2014 | −4,3 1986 | −7,8 2002 | −26,4 1988 | −40,2 1949 | −47,6 1978 | −47,6 1978 |
| Record de chaleur (°C) date du record | 4,7 1930   | 2,8 1997   | 7,7 2008   | 16,4 2021  | 31,9 2021  | 33,4 1945 | 33,9 1990 | 33,1 1940 | 23,8 1992 | 17,2 1974  | 6,5 2005   | 6,8 1929   | 33,9 1990  |
| Ensoleillement (h)                    | 6          | 47         | 128        | 200        | 187        | 248       | 264       | 160       | 98        | 52         | 13         | 1          | 1 404      |
| Précipitations (mm)                   | 31         | 23         | 27         | 31         | 38         | 52        | 52        | 71        | 63        | 53         | 41         | 36         | 518        |
| dont neige (cm)                       | 45         | 55         | 62         | 58         | 21         | 0         | 0         | 0         | 0         | 4          | 16         | 30         | 291        |
| Nombre de jours avec précipitations   | 3          | 2          | 3          | 7          | 14         | 21        | 21        | 24        | 24        | 17         | 7          | 4          | 147        |
| Humidité relative (%)                 | 82         | 82         | 81         | 78         | 76         | 72        | 75        | 83        | 86        | 88         | 87         | 84         | 81         |
| Nombre de jours avec neige            | 27         | 26         | 26         | 22         | 19         | 6         | 0,3       | 0,3       | 5         | 20         | 26         | 28         | 206        |
| Nombre de jours d'orage               | 0          | 0          | 0          | 0,03       | 0,4        | 2         | 4         | 2         | 0,2       | 0          | 0          | 0          | 9          |
| Nombre de jours avec brouillard       | 3          | 2          | 3          | 3          | 3          | 2         | 3         | 3         | 4         | 4          | 4          | 3          | 37         |

| Diagramme climatique                                  |              |             |            |           |           |           |         |          |           |             |           |
| J                                                     | F            | M           | A          | M         | J         | J         | A       | S        | O         | N           | D         |
| −12,9−21,131                                          | −12,1−20,423 | −6,5−15,127 | −0,8−9,131 | 5,8−1,938 | 14,25,352 | 18,99,452 | 157,671 | 9,83,663 | 1,8−2,953 | −5,7−12,141 | −9−16,436 |
| Moyennes : • Temp. maxi et mini °C • Précipitation mm |              |             |            |           |           |           |         |          |           |             |           |

## Jumelages
| Ville | Ville            | Pays | Pays    |
| ----- | ---------------- | ---- | ------- |
|       | Arkhangelsk      |      | Russie  |
|       | cité des étoiles |      | Russie  |
|       | Kautokeino       |      | Norvège |
|       | Oukhta           |      | Russie  |
|       | Oussinsk         |      | Russie  |